# Jim Brown
James Nathaniel (Jim) Brown (St. Simons (Georgia), 17 februari 1936 – Los Angeles, 18 mei 2023) was een Amerikaans Americanfootballspeler en acteur. 
Brown speelde tussen 1956 en 1966 in de Amerikaanse profcompetitie NFL bij de Cleveland Browns als fullback. Hij wordt beschouwd als een van de beste spelers in de geschiedenis van het American football en werd negen keer genomineerd voor de Pro Bowl. Hij is de enige atleet die vertegenwoordigd is in drie verschillende eregalerijen: Pro Football Hall of Fame, College Football en Lacrosse. Hij is lid van het National Football League 1960s All-Decade Team en werd in 1994 ook lid van het All-Time Team van het 75-jarig jubileum van de National Football League. In 1963 ontving hij de Bert Bell Award.
Na zijn actieve sportcarrière begon hij een carrière als acteur. Hij speelde in meerdere films, zoals The Dirty Dozen (1967), 100 Rifles (1969) en The Running Man (1987). 
Brown overleed op 87-jarige leeftijd.

## Filmografie
- 1964: Rio Conchos
- 1967: The Dirty Dozen
- 1968: Dark of the Sun
- 1968: Ice Station Zebra
- 1968: The Split
- 1969: Riot
- 1969: 100 Rifles
- 1969: The Grasshopper
- 1969: Kenner
- 1970: …tick… tick… tick…
- 1970: El Condor
- 1972: Slaughter
- 1972: Black Gunn
- 1973: Slaughter's Big Rip-Off
- 1973: The Slams
- 1973: I Escaped from Devil's Island
- 1974: Three the Hard Way
- 1975: Take a Hard Ride
- 1977: Vengeance
- 1978: Fingers
- 1978: Pacific Inferno
- 1982: One Down, Two to Go
- 1987: The Running Man
- 1988: I'm Gonna Git You Sucka
- 1989: L.A. Heat
- 1989: Crack House
- 1996: Original Gangstas
- 1996: Mars Attacks!
- 1998: He Got Game
- 1998: Small Soldiers
- 1999: Any Given Sunday
- 2004: She Hate Me
- 2004: Sucker Free City
- 2005: Animal
- 2014: Draft Day